# Великі Рогатки
Великі Рогатки (рос. Большие Рогатки) — присілок в Опочецькому районі Псковської області Російської Федерації.
Населення становить 53 особи. Входить до складу муніципального утворення Варигинська волость.

## Історія
Від 2015 року входить до складу муніципального утворення Варигинська волость.

## Населення
| 2001 | 2002 | 2010 | 2013 | 2014 | 2015 | 2016 |
| ---- | ---- | ---- | ---- | ---- | ---- | ---- |
| 73   | ↘60  | ↘41  | ↗54  | →54  | →54  | ↘53  |